# Calanque
Pour les calanques entre Marseille et Cassis (Bouches-du-Rhône), voir Calanques.

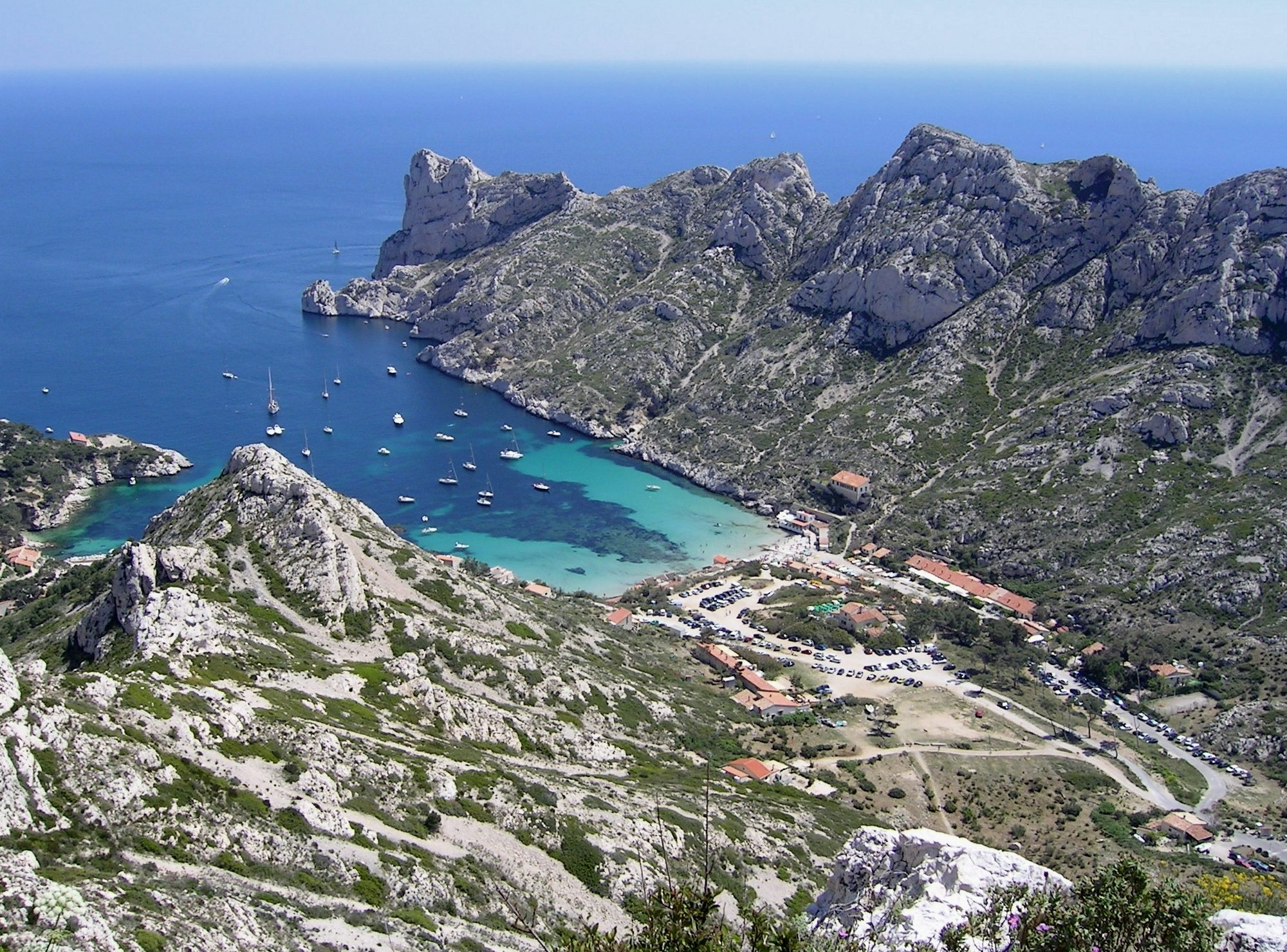
Calanque de Sormiou, dans le 9e arrondissement de Marseille.

Une calanque (calanca ou calanco en provençal, calanca ou cala en corse et en italien ; cala en catalan) est une formation géologique particulière se présentant sous forme d'un vallon étroit et profond à bords escarpés, en partie submergé par la mer. On les trouve sous cette forme autour de la Méditerranée, et sous ce nom dans le Sud-Est de la France.

## Notion géographique en Provence et en Corse
Creusées dans un calcaire résistant ou dans la roche granitique, les calanques composent de nombreux paysages des côtes méditerranéennes. On peut les rapprocher, quant à leur forme, des rias, des abers bretons ou des fjords.
Pour les calanques de Provence, la mer a exploité des failles géologiques dans la roche calcaire, donnant au littoral un profil très découpé.
L’eau de mer y est souvent plus fraîche car de nombreux ruisseaux s’écoulent dans la mer, sous sa surface, par un réseau souterrain qui recueille les eaux de ruissellement des montagnes  et des plateaux. Ainsi, une rivière souterraine de débit important aboutit dans la calanque de Port-Miou, presque au niveau de la mer ; elle semble provenir du massif de la Sainte-Baume.
La multiplicité des calanques sur la côte du massif de Marseilleveyre, au sud de Marseille, a donné à ce massif le nom de « massif des Calanques ». De ce fait, l’appellation « les Calanques » désigne souvent le massif en question, et pas seulement les calanques elles-mêmes.
Mais on trouve aussi ces formations géologiques à l'ouest de Marseille (la Côte Bleue), dans le Var (massif de l'Esterel) et en Corse.

## Massif des Calanques de Marseille et de Cassis
Le massif des Calanques s'étend sur plus de 20 km de long sur 4 km de large entre Les Goudes, au sud-ouest de Marseille, et Cassis ; ses points culminants sont le sommet de Marseilleveyre (432 m) et le mont Puget (563 m).

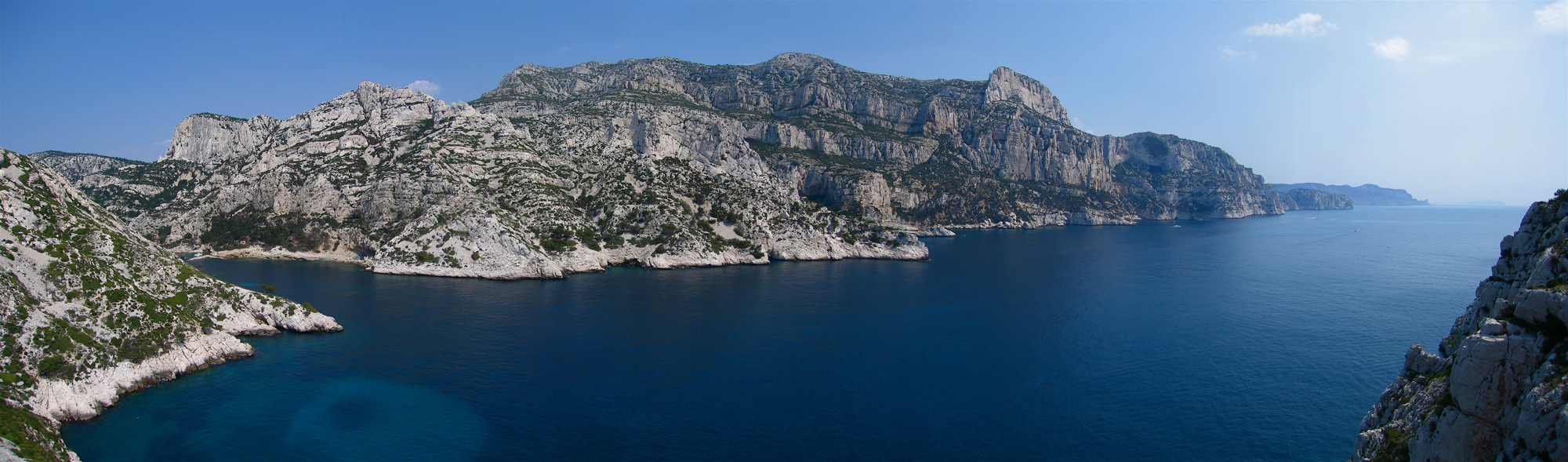
Panorama des calanques de Morgiou et Sugiton. À l'horizon, le cap Canaille et à son extrémité, le Bec de l'Aigle.

Le massif des Calanques constitue un écosystème particulier. Le sol y est quasi inexistant, les falaises calcaires prolongées d'éboulis sont parcourues de très nombreuses failles et fissures dans lesquelles s'ancrent les racines des végétaux. La perméabilité du calcaire, l'abondance des failles et la faible pluviosité expliquent l'absence d'écoulements de surface et la sécheresse des calanques.
Le climat est aride, l'essentiel de l'humidité provenant de l'évaporation marine et de pluies d'automne et d'hiver, fortes mais séparées par de longs épisodes de sécheresse et ne profitant que très partiellement à la végétation à cause du ruissellement.

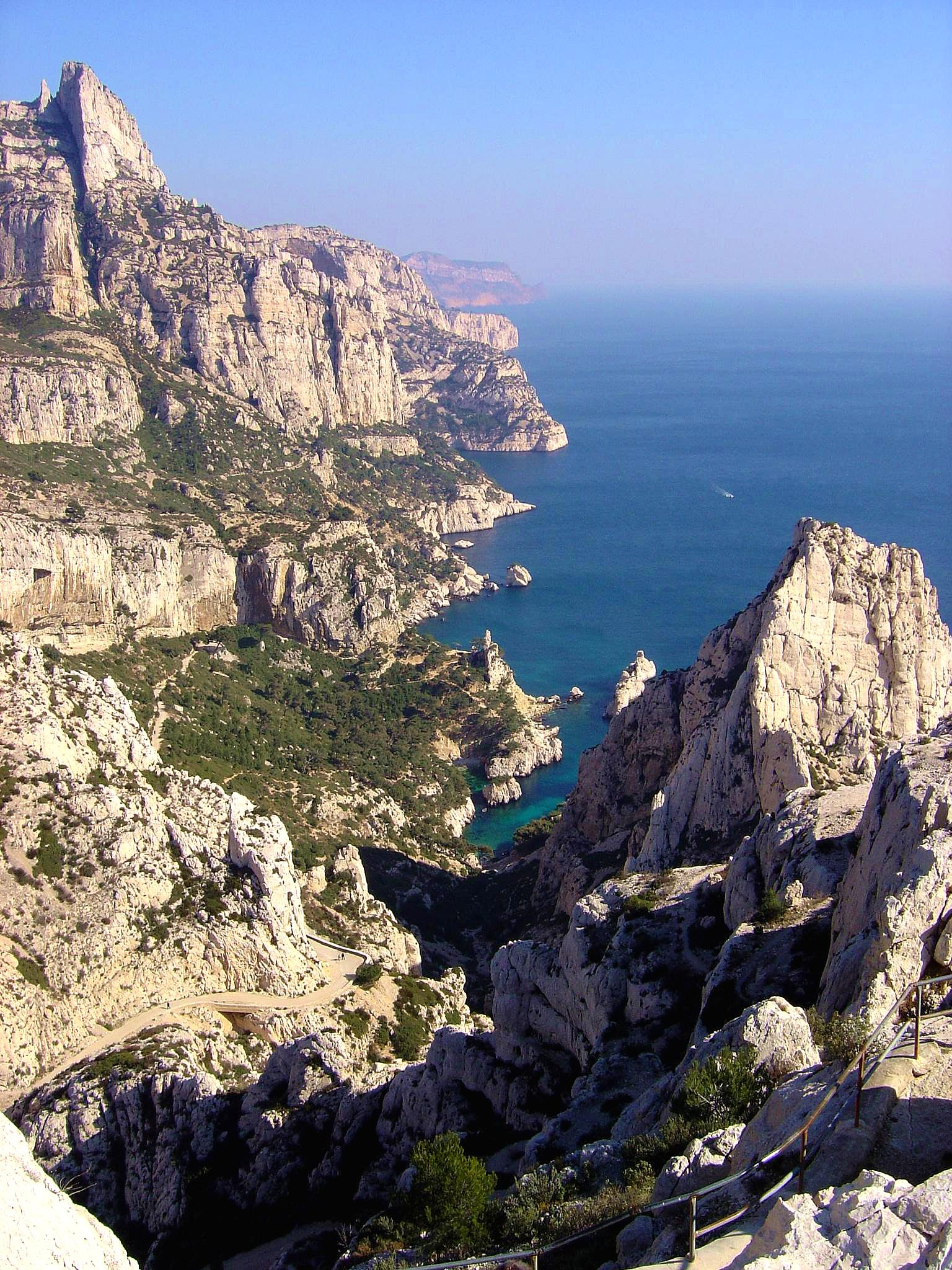
Calanque de Sugiton (en haut à gauche : la Grande Candelle; au fond, les falaises de Cassis).

Le massif attire toute l'année de nombreux touristes, randonneurs et grimpeurs grâce au vaste choix de sentiers suspendus entre la mer et les reliefs tortueux. De nombreux sites d'escalade y sont équipés depuis les années 1970: ces calanques sont l'un des plus beaux sites d'escalade de France, parcourues par le GR 51-98. Offrant un espace visuellement très préservé à proximité directe de cités parfois très étendues, elles cristallise les problèmes de surfréquentation en milieu naturel fragile.
La création du Parc national des Calanques, projet longuement étudié par le GIP des Calanques, a été officialisée le 18 avril 2012 par décret du Premier ministre.
Outre les calanques de Marseille et de Cassis proprement dites, on trouve à l'est de ce massif, les calanques de Figuerolles et du Mugel sur la commune de La Ciotat, puis la calanque de Port d'Alon sur la commune de Saint-Cyr-sur-Mer.

## Côte Bleue, à l’ouest de Marseille

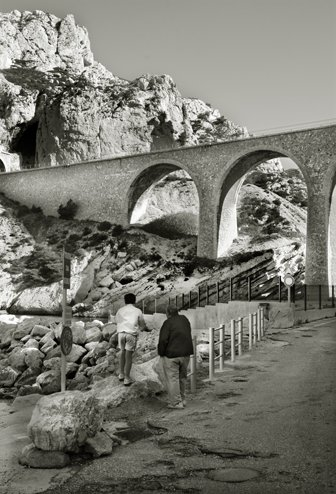
Le Chemin de fer à la Vesse.

Moins réputées et moins spectaculaires que les calanques de Marseille et de Cassis (cf. supra), les petites criques de la Côte Bleue, entre L'Estaque et Carro, sont elles aussi des calanques calcaires, abritant de petits ports et des plages, parfois difficilement accessibles.
D’est en ouest, on trouve :
- L'Establon, la Vesse, Figuerolles, Niolon, Jonquier, le Riflard, l'Érevine (partiellement), sur la commune du Rove ;
- Méjean (Petit et Grand), les Figuières, les Anthénors, la Redonne, la Madrague de Gignac, le Puy, sur la commune d'Ensuès-la-Redonne ;
- Les Eaux salées partagée entre les communes d'Ensuès-la-Redonne et de Carry-le-Rouet ;

Les criques situées plus à l'ouest, depuis le Rouet jusqu'à la Couronne (commune de Martigues), ne sont pas considérées comme des calanques.

## Calanques du Var
Vers Saint-Cyr-sur-Mer :
- Calanque de Port d'Alon

Vers Bormes-les-Mimosas :
- Grande Calanque
- Calanque Porto Fino
- Calanque Invisible
- Calanque Pinet

Vers les Issambres (Roquebrune-sur-Argens) :
- Calanque de Tardieu
- Calanque de Bonne-Eau

Vers Saint-Aygulf :
- Calanque des Corailleurs
- Calanque des Louvans
- Calanque du Pont-de-Bois

De Saint-Raphaël à Mandelieu-la-Napoule (calanques de l'Esterel) :

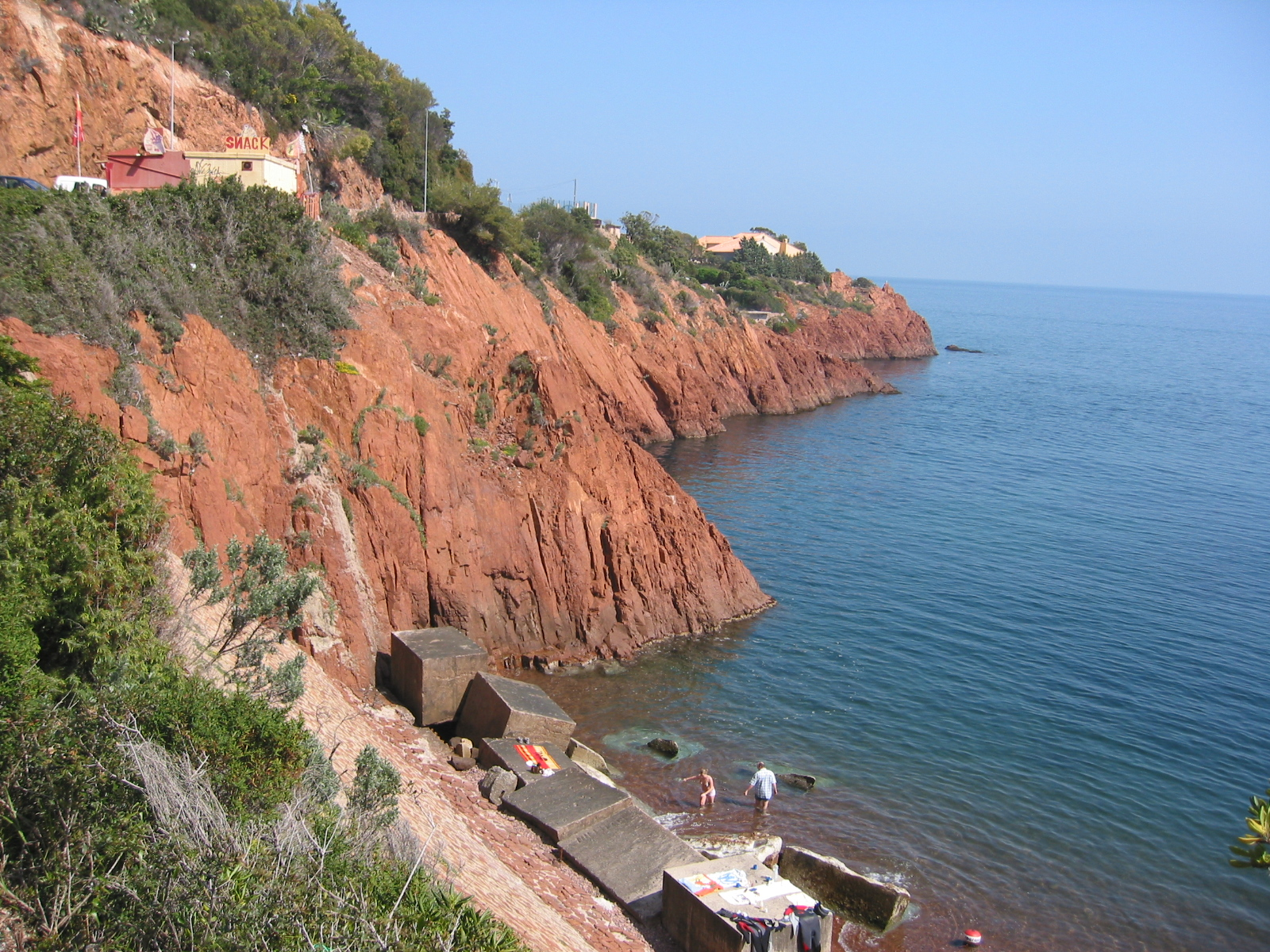
Les calanques de l'Esterel

Le massif de l'Esterel tombe à pic dans la mer, qui découpe de multiples criques sauvages ou habitées (Agay, le Trayas). Caractérisées par le contraste entre la couleur rouge de la roche granitique du massif volcanique primaire, et le bleu de la Méditerranée elles composent l'un des paysages les plus remarquables de la Côte d'Azur.
Contrairement aux calanques marseillaises, les calanques de l'Estérel sont facilement accessibles, étant à proximité de la route. Les principales criques et calanques sont :
- Calanque de Santa-Lucia
- Calanque des Anglais
- Calanque du Brégançonnet
- Calanque des Nissards
- Calanque d'Anthéor
- Calanque du petit Caneiret
- Calanque de Maubois
- Calanque d'Aurelle
- Calanque de Maupas
- Calanque des Deux Frères
- Calanque Saint-Barthélémy
- Calanque de la Tripe
- Calanque du Four à Chaux

La route nationale 98, dite corniche d'Or ou corniche de l'Esterel, et la voie ferrée Marseille - Nice longent cette côte sur près de 40 kilomètres, et permettent d'en admirer facilement la beauté.
Cependant les amateurs de nature préservée estiment que ces deux voies sont une atteinte grave au site naturel, et qu'il eût été préférable, au lieu d'une corniche, de ménager quelques voies transversales en impasse d'accès au littoral, comme cela a été fait pour les Cinque Terre (Italie) et sur une grande partie du littoral corse.
De nombreuses épaves antiques gisent aussi sur les hauts fonds proches de la côte, passage obligé, dangereux pour les embarcations de l'époque, des voies de commerce méditerranéen.

## Calanche de Piana et Bonifacio enCorse

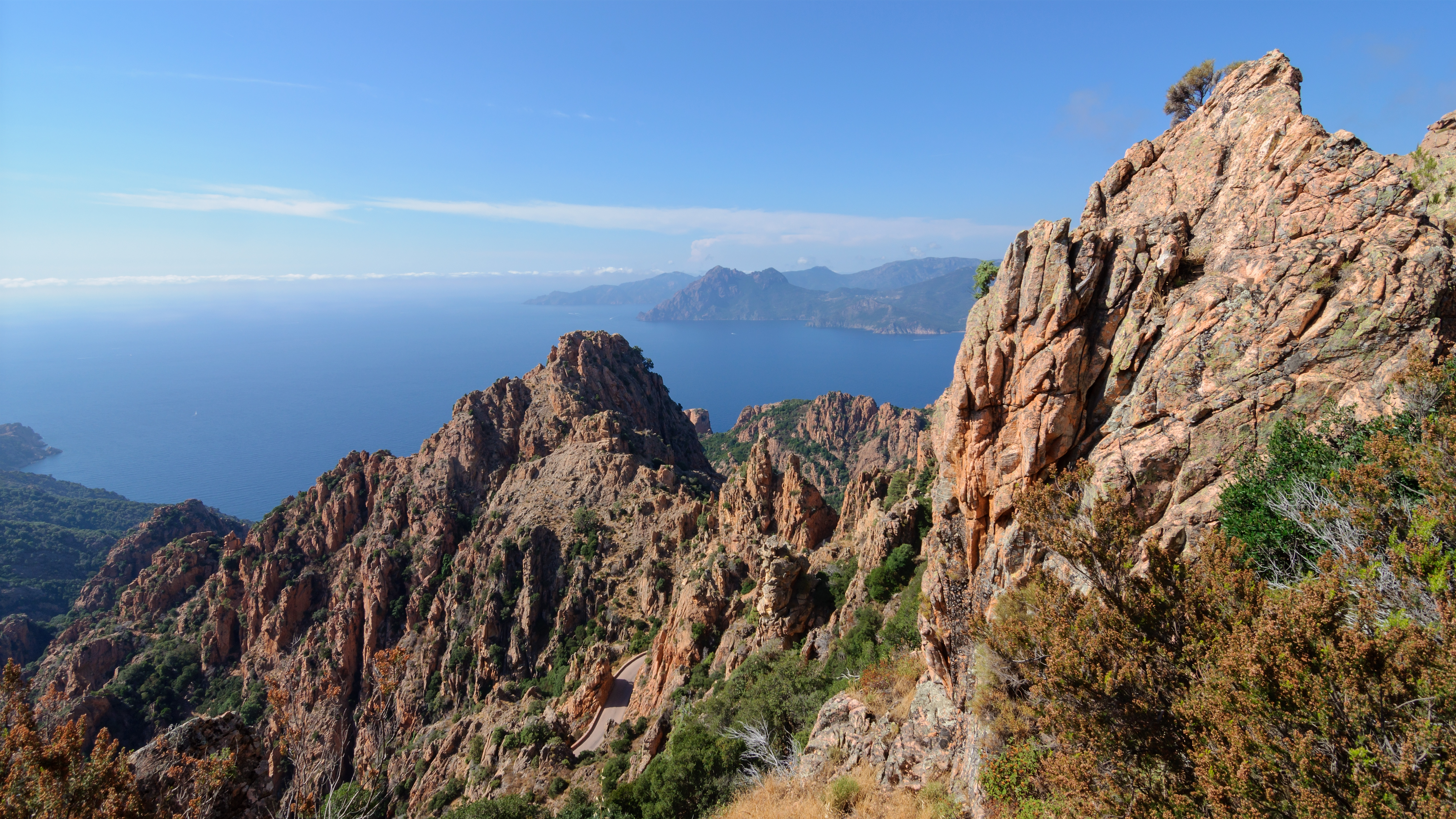
Les calanques de Piana

Les calanche de Piana (en corse calanche di Piana) sont constituées d'un ensemble rocheux, de pics, de sculptures minérales, d'aiguilles et de falaises de granit rouge. Elles surplombent la mer sur la rive sud du golfe de Porto, à mi-chemin entre Ajaccio et Calvi.
La route du bord de mer corse sur laquelle se trouve ce site est une route sinueuse qui passe à travers des roches colorées hachées. Ces formations rocheuses sont percées de cavités, les taffoni, dues à l'action des écarts de température, de l'humidité couplée aux embruns de la mer Méditerranée et aux vents forts.
La traduction de calanche en calanques est malheureuse car il n'y a pas d'analogie entre Piana et les calanques de Provence ; l'emploi du terme Corse est préférable. Par contre, la Corse possède de vraies calanche à Bonifacio : goulet de Bonifacio avec les calanche de l'Arinella et de la Catena ; calanche de Fazzio, de Tavonata... 